# Charles Stuart, 5:e earl av Lennox
Charles Stuart, 5:e earl av Lennox, född 1557, död 1576, var en engelsk adelsman. Han spelade en roll i tronföljden efter Elisabet I.
Han var den fjärde och andra överlevande sonen till Margaret Douglas. Genom sin mor hade han anspråk på den engelska tronen. Hans anspråk ärvdes av hans dotter.